# Adam Gottlieb Gebhardt
Adam Gottlieb Gebhardt (* 5. Mai 1761 in Naumburg (Saale); † 15. November 1831 in Dresden) war ein deutscher Schriftsteller, Diplomat und Archivar.

## Leben
Gebhardt war Sohn eines Naumburger Kaufmanns, der auch Kämmerer im Stadtmagistrat war. Er absolvierte die dortige Stadtschule, bevor er 1781 an der Universität Leipzig immatrikuliert wurde. Dort studierte er bis 1785 vornehmlich Rechtswissenschaft, insbesondere Staats- und Völkerrecht, aber auch Geschichte und neuere Sprachen. 1785 reiste er über Dresden nach Wien.
Gebhardt lebte als Privatier ab 1786 in Dresden. Dort nahm sich der Minister Christian Gotthelf Freiherr von Gutschmid um ihn an. 1790 wurde er im Gefolge der kursächsischen Wahlgesandtschaft in den diplomatischen Dienst aufgenommen. Er war reiste mit dieser zur Königswahl von 1790 nach Frankfurt am Main. Für die diplomatische Arbeit war zuträglich, dass er die französische und englische Sprache gut beherrschte. Im Januar 1792 trat er eine Reise an, die ihn über Franken, Schwaben und Straßburg nach Paris führte. Von Paris kam er nach London, wo er auf den sächsischen Gesandten Hans Moritz Graf von Brühl traf. Von dort ging er nach Paris zurück, wo er noch mehrere Monate blieb, bevor er noch 1792 über Mainz und Frankfurt nach Dresden zurückkehrte. Der Bekanntschaft mit Brühl verdankte er es, dass er 1797 zum Legationssekretär bei der sächsischen Gesandtschaft in London ernannt wurde. Er blieb bis 1807 in London. In dieser Zeit vertrat er über sieben Jahre Brühl als Gesandter, da dieser krankheitsbedingt die Amtsgeschäfte nicht ausüben konnte. Er erfreute sich in dieser Zeit des Wohlwollens Königs Georg III.
Gebhardt kehrte 1807 nach Dresden zurück. Dort heiratete er im Februar 1808 Cora Natalie Neumann, eine Schriftstellerin, Sängerin und Malerin. Im Sommer 1808 begleitete er den König Friedrich August I. von Sachsen nach Warschau, 1809 nach Frankfurt am Main. Anschließend war er bis 1814 im königlich sächsischen Kabinett tätig. Während des preußischen Gouvernements 1814/1815 in Dresden zog er sich in seine Heimatstadt Naumburg zurück. 1815 erhielt er das Ritterkreuz des neu gestifteten königlich sächsischen Zivilverdienstordens. Wann er zum Hofrat ernannt wurde, ist nicht bekannt.
Gebhardt wurde im November 1815 königlich sächsischer Legationsrat beim Deutschen Bundestag in Frankfurt am Main. 1820 wurde er nach Dresden zurückberufen und zum leitenden Archivar des Geheimen Kabinettsarchivs in Dresden ernannt, dieses Amt hatte er bis zu seinem Tod inne. Dort zählt zu seinen Verdiensten, dass er eine neue Ordnung in das Archiv brachte. Im Jahr seines Todes wurde schließlich eine Verwaltungsreform begonnen, die das Archiv 1834 zum Hauptstaatsarchiv Dresden aufwertete und sämtliche Akten zentralisierte. 
Gebhardt besaß ein Haus in der Wilsdruffer Vorstadt in Dresden, in dem er regelmäßig internationale Gäste empfing. Dort besaß er auch eine eigene Bibliothek.

## Werke (Auswahl)
- Lettre D’Un Saxon à Mr. Le Comte De Mirabeau Contenant Quelques Remarques sur son tableau de l’Electorat de Saxe qui se trouve dans l’Appendice de l’Ouvrage intitulé: De La Monarchie Prussienne sous Frèdéric II., Dresden 1789.
- Betrachtungen eines Engländers über das jetzige politische System von Europa: aus dem Englischen; Nebst einem Briefe eines Franzosen an den König von Preussen, aus dem Französischen, Egalite, Paris (eigentlich Leipzig) 1792.
- Geschichte der vereinigten Niederlande in dem Zeitraume von 1777 bis 1787, Reinicke, Leipzig 1792.
- Vertheidigung der Französischen Ausgewanderten: an das Französische Volk gerichtet, Braunschweig 1797.